# Go Girl
«Go Girl» — пятый сингл с альбома The Boatlift, выпущенный Питбулем в 2007 г. В нём приняли участие Трина и Дэвид Раш, который на тот момент был более известен как Young Bo$$. Сингл достиг пика на #83 в Billboard Hot 100. В клипе Питбуль, Трина и Young Bo$$ танцуют в клубе.